# Figueira Cid
Figueira Cid (Lisboa, 18 de Junho de 1957) é um ator e encenador português

## Televisão
- Ministério do Tempo RTP 2017 'Antão Telles de Menezes'
- Conta-me Como Foi RTP 2007-2009 'Renato'
- Mistura Fina TVI 2004/2005 'Simões'
- A Ferreirinha RTP 2004 'Padre Abel'
- A Febre do Ouro Negro RTP 2000 'Justino'

## Televisão (Pequenas Participações)
- A Impostora TVI 2016 'Gomes'
- Coração d'Ouro SIC 2016 'Amílcar'
- A Única Mulher TVI 2016 'Pai de Rui'
- Rainha das Flores SIC 2016 'Isaías Neto'
- Mar Salgado SIC 2015
- Jardins Proibidos (2014) TVI 2014 'Cajó - amigo de Aniceto'
- Bem-Vindos a Beirais RTP 2014 'fotógrafo Óscar'
- Belmonte TVI 2013
- Sol de Inverno SIC 2013 'Pai de Célia'
- Louco Amor TVI 2012 'Pai de Júlio'
- Remédio Santo TVI 2012 'Jerónimo'
- Morangos Com Açúcar TVI 2010 'Felício'
- Cidade Despida RTP 2010
- Conexão TVG e RTP1 2009 'Guarda Porto'
- Liberdade 21 RTP 2008 'Barman'
- O Dia do Regicídio RTP 2007 'Médico'
- Floribella SIC 2006
- Inspector Max TVI 2005
- Lusitana Paixão RTP 2002 'Empresário'
- A Raia dos Medos RTP 1999

## Teatro
- Sermão de Santo António aos Peixes do Padre António Vieira — com a companhia de teatro A Bruxa Teatro em évora[1]
- A Segunda Surpresa do Amor (Teatro Municipal da Guarda)[2]
- Escola de Maridos de Molière na sede da Fundação Eugénio de Almeida[3]

## Encenador
- Como é que Ele se Chama? (1982) —- Encenação conjunta com Alexandre Passos e José Bessa (Centro Cultural de Évora)[4]
- Nunca nada de ninguém — Évora, com o grupo GATUÉ[5]

## Direcção de actores
- Como é que Ele se Chama? (1982)[4]

## Filmografia
- Cavaleiros de Água Doce (2001)
- Bem Bom (2020)